# Касновія (Мічиган)
Касновія (англ. Casnovia) — селище (англ. village) в США, в округах Кент і Маскігон штату Мічиган. Населення — 316 осіб (2020).

## Географія
Касновія розташована за координатами 43°13′55″ пн. ш. 85°47′15″ зх. д. / 43.23194° пн. ш. 85.78750° зх. д. (43.231998, -85.787451).  За даними Бюро перепису населення США в 2010 році селище мало площу 2,81 км², з яких 2,79 км² — суходіл та 0,02 км² — водойми.

## Демографія
Згідно з переписом 2010 року, у селищі мешкало 319 осіб у 121 домогосподарстві у складі 94 родин. Густота населення становила 113 особи/км².  Було 131 помешкання (47/км²).
Расовий склад населення:
| - 88,4 % — білих - 1,9 % — корінних американців - 0,3 % — чорних або афроамериканців - 4,4 % — осіб інших рас |

До двох чи більше рас належало 5,0 %. Частка іспаномовних становила 11,6 % від усіх жителів.
За віковим діапазоном населення розподілялося таким чином: 22,3 % — особи молодші 18 років, 64,8 % — особи у віці 18—64 років, 12,9 % — особи у віці 65 років та старші. Медіана віку мешканця становила 41,9 року. На 100 осіб жіночої статі у селищі припадало 103,2 чоловіків;  на 100 жінок у віці від 18 років та старших — 101,6 чоловіків також старших 18 років.
Середній дохід на одне домашнє господарство  становив 55 285 доларів США (медіана — 43 393), а середній дохід на одну сім'ю — 54 568 доларів (медіана — 43 393). За межею бідності перебувало 18,3 % осіб, у тому числі 28,9 % дітей у віці до 18 років та 0,0 % осіб у віці 65 років та старших.
Цивільне працевлаштоване населення становило 182 особи. Основні галузі зайнятості: виробництво — 25,3 %, освіта, охорона здоров'я та соціальна допомога — 15,9 %, будівництво — 15,4 %.